# コート・ダジュール

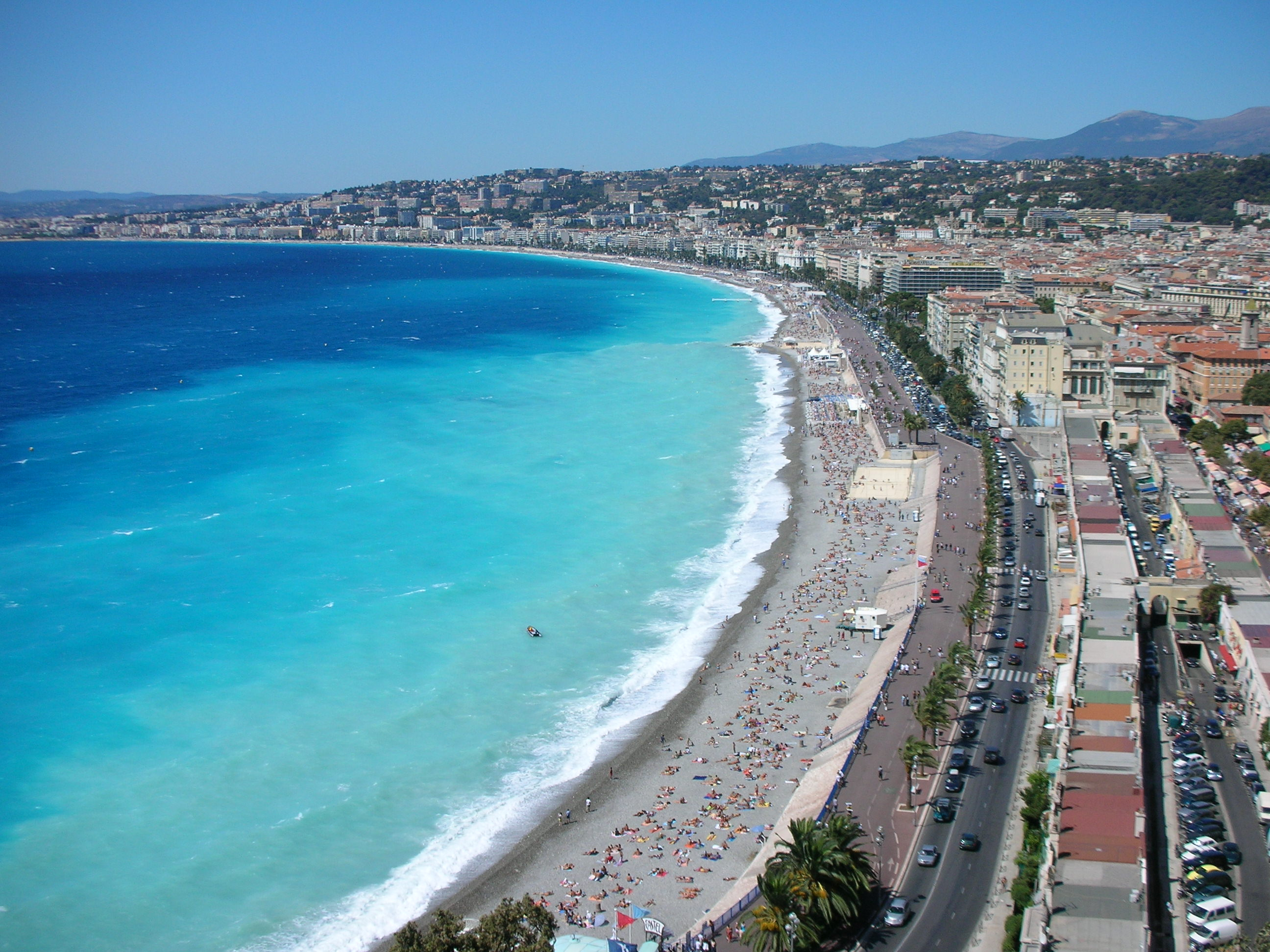
ニースの海岸

コート・ダジュール（フランス語: Côte d'Azur）は、南フランスに所在する、風光明媚な保養地として知られる海岸。ふつうトゥーロンを西端、イタリア国境を東端とする地中海沿岸の一帯を指す。
「リヴィエラ」と総称される海岸リゾート地の西側（フランス側）にあたり、英語ではフレンチ・リヴィエラ（French Riviera）とも呼ばれる。日本語では Côte d'Azur を訳した紺碧海岸（こんぺきかいがん）の名でも呼ばれる。

## 名称
リヴィエラ（Riviera）はもともとイタリア語で「海岸」を意味する一般名詞であるが、リグーリア州のサンレーモ付近から保養地としての開発が進むと、南フランスからイタリアにかけての海岸保養地をこう呼ぶようになった。リヴィエラと総称される海岸のイタリア側（イタリアン・リヴィエラ）はリグーリア海岸を参照。
この一帯がコート・ダジュールと呼ばれるようになったのは、1887年に刊行された作家ステファン・リエジャール（Stéphen Liégeard）の著書『ラ・コート・ダジュール』が契機とされる（ただし、百周年祭は1988年に開催された）。

## 地理
行政区分上はヴァール県、アルプ＝マリティーム県、モナコ領にあたる。北はモール山塊(les Massifs des Maures)とエステレル山塊(les Massifs de l'Estérel)で、南はアルプス山脈でそれぞれ区切られている。
気候は地中海性気候で、乾燥する夏季には長期休暇（ヴァカンス）を過ごすフランス人をはじめ太陽に恵まれない地域から観光客が多数訪れるリゾート地であり高級住宅街でもある。そのため、観光地として国際的にも有名なことから沿岸部は都市化が進んでおり、主な都市にはニース、アンティーブ、サン＝トロペ（ガッサン）、カンヌ、モナコなどがある。とりわけ、国際空港のコート・ダジュール空港を持つニースは、コート・ダジュールの中心的な都市である。

## 歴史
- 1940年6月10日 - イタリア王国のベニート・ムッソリーニ首相はフランスに参戦を宣言。コート・ダジュールに進軍を開始した[2]。